# Карандаш (гора)
Карандаш — гора на Южном Урале в Кусинском районе, Челябинской области.

## Этимология
Название предложено в 1958 году из-за месторождений графита, который раньше называли «карандашный камень».

## География
Расположена на территории Аршинского заказника, по соседству с горами Тураташ, Таганай и Юрма, между реками Азяш и Куса.
Состоит из магматической горной породы израндит, название которого происходит от названия реки Изранда, которая берет своё начало от горы Карандаш. Высота Карандаша 610,9 метров над уровнем моря. Имеет конусообразную форму с высокой вытянутой вершиной, с редкими скальными выходами. Большая часть поверхности горы заросла деревьями. Овчинников и Дунаев, с помощью калий-аргонового метода определили возраст израндитов (3,3-4,2 млрд лет).